# Réserve naturelle régionale des collines de Rouffach
La réserve naturelle régionale des collines de Rouffach (RNR269) est une réserve naturelle régionale située en Alsace dans la région Grand Est. Classée en 2013, elle occupe une surface de 43,95 hectares et protège un ensemble de pelouses sèches du piémont vosgien autour du secteur du Bollenberg.

## Localisation

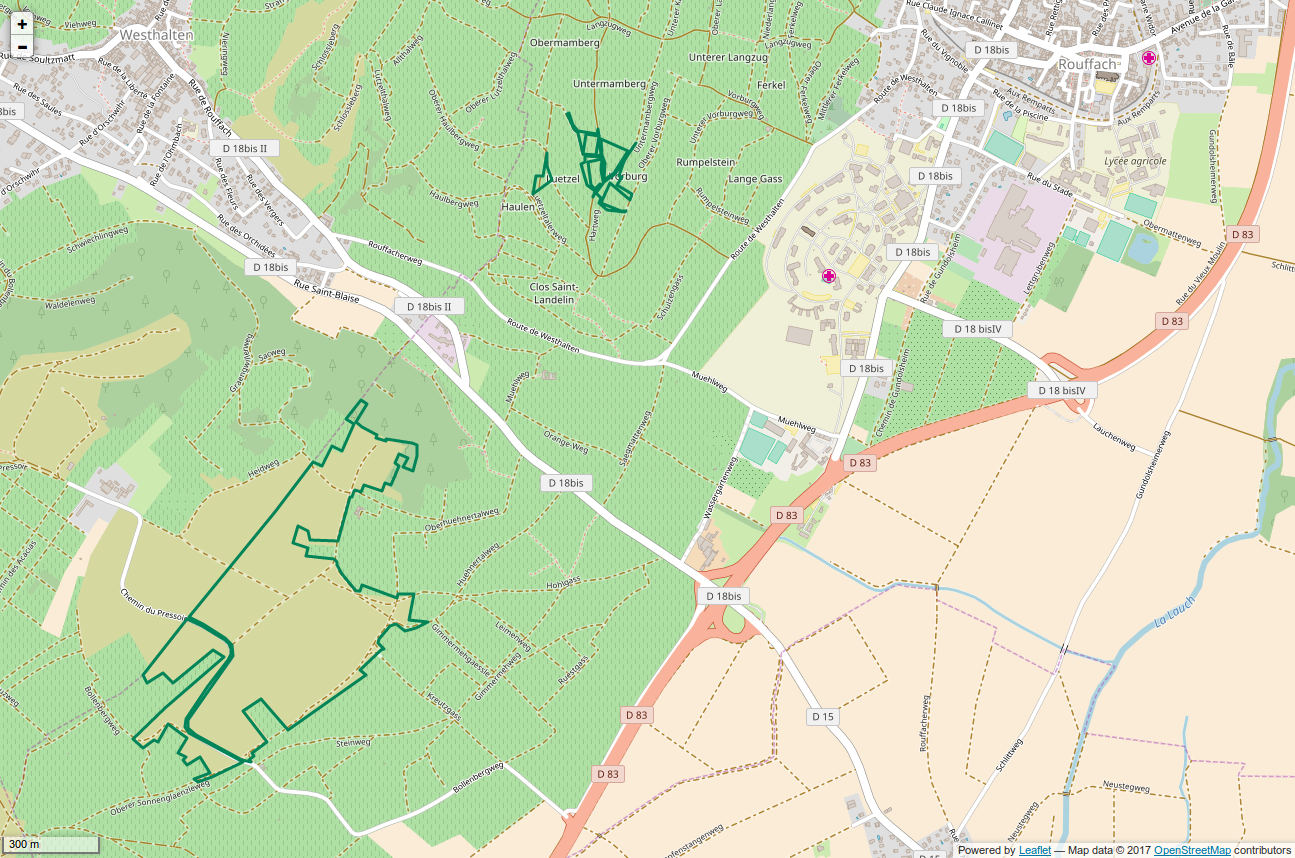
Périmètre de la réserve naturelle.

Le territoire de la réserve naturelle est dans le département du Haut-Rhin, à l'est de la commune de Rouffach. Il est constitué de deux secteurs, la majeure partie des pelouses du Bollenberg d'une part au sud, propriété de la commune et quelques parcelles plus au nord sur la colline du Strangenberg.

## Histoire du site et de la réserve
Fréquenté dès la préhistoire, l'intérêt du Bollenberg est connu depuis longtemps par les milieux naturalistes.

## Écologie (biodiversité, intérêt écopaysager…)
L'intérêt du site est lié à la présence de pelouses sèches (Xerobrometum) entrecoupées de haies, de buissons et de boisements de feuillus. On y trouve les habitats suivants, uniques en Alsace : fruticées, chênaie à Chêne pubescent et ourlets herbacés à Géranium sanguin.

### Climat
Soumis à l'influence de l'écran montagneux des Vosges et des massifs du Petit Ballon et du Ventron, le climat des collines de Rouffach est l'un des plus secs des collines prévosgiennes d'Alsace qui font qualifier ces collines de petite "Provence" d'Alsace.

### Géologie
Aux environs de Rouffach affleurent des calcaires durs, peu altérés, surmontés d'argiles de décalcification anciennes qui donnent des sols fertiles et entraînent un climat sec et chaud.

### Flore
Soumis à un climat sec, le site abrite une flore aux origines variées. On y trouve aussi bien des espèces de milieux continentaux que des espèces liées au climat méditerranéen. La flore compte plus de 270 espèces inventoriées dont 38 sont menacées en Alsace tels le Fumana à tiges retombantes, le Peucédan d’Alsace, le Géranium sanguin, le Baguenaudier ou l'Ophrys petite araignée. Les haies abritent d'importantes stations de Fraxinelle, d'Odontite jaune ou d'Aster à feuilles lancéolées.

### Faune
La faune compte 468 espèces. Pour les oiseaux, on peut mentionner la présence de la Huppe fasciée, de l'Alouette lulu, de la Chouette chevêche, du Torcol fourmilier, du Bruant jaune, de la Linotte mélodieuse, de l'Alouette des champs, du Tarier pâtre et du Bruant zizi. Les reptiles sont représentés par le Lézard vert, la Coronelle lisse et aussi la vipère aspic normalement absente du territoire. Dans les insectes, on peut citer le Chorthippus parallelus, l' Ephippiger ephippiger, Mante religieuse et le Machaon,.Pour les mammifères on peut citer le lièvre, le renard, le chevreuil.

## Intérêt touristique et pédagogique
L'accès à la réserve est libre dans la limite de la réglementation.

## Administration, plan de gestion, règlement
La réserve naturelle est gérée par le Conservatoire des sites alsaciens.

### Outils et statut juridique
La réserve naturelle a été créée par une délibération du 8 février 2013.
Elle fait également partie de la ZNIEFF de type 1 n° 420013004 « Strangenberg et collines de Rouffach + Zinnkoepfle et pelouse du Neuland ».
Le Bollenberg est protégé par un arrêté préfectoral du 11 décembre 1965.